# 桃井直常
桃井 直常（もものい ただつね）は、南北朝時代の武将、守護大名。足利氏一門で家臣。父は桃井貞頼。弟に直信、直顕。子に直和、直知、直久、直政、康儀、直藤、橋本直安、正雲禅師（越中国国泰寺住持）、養子に直弘。
桃井氏は下野の足利氏の支族で、上野国群馬郡桃井（現在の群馬県榛東村、旧名桃井村）を苗字の地とする。
桃井一族は新田義貞の鎌倉攻めに従軍したが、建武の新政崩壊後、南朝と北朝双方に分裂して南北朝動乱期を迎えた。桃井直常、直信兄弟は北朝方の有力武将として名を馳せた。

## 諱の読みについて
諱（実名）である「直常」の読みは、『太平記』関係の書物や『本朝百将伝』（画像参照）など、後世の創作物では「なおつね」とされることもあるが、『若狭国守護職次第』中に「桃井駿河守忠常」、『若狭国今富名領主次第』中に「桃井駿河守忠経」と、いずれも誤記ではあるものの、「ただつね」と読んでいたことが窺え、『国史大辞典』でも森茂暁が「直常の訓みは『若狭国守護職次第』によって「ただつね」とするのが妥当と考えられる」との見解を示している。また、関東において足利方として活動していた茂木知政（茂木氏）の軍忠状に「桃井兵庫助貞直」なる人物が建武4年（1337年）9月18日付で副状を記しているが、その花押が同5年（1338年）7月4日付の書状中の直常の花押と同一であることから、貞直と直常は同一人物であり、建武4年9月18日から翌5年7月4日の間に「貞直」から「直常」に改名したことが判明している。阪田雄一によれば、この間建武5年2月28日に、伊勢から奈良へ入った北畠顕家の軍を奈良般若坂の戦いで破ったにも拘わらず、高師直にその軍功を無視されたので、対する足利直義党への旗幟を明らかにし、それに伴って直義（ただよし）の偏諱を賜って改名したといい、前述のように当時の史料で「ただつね」と読まれていたことはこのことを裏付けるものと言える。尚、｢直｣の読みについては、弟たちや息子たちにも同様のことが言える。

## 生涯
生年は不詳。足利尊氏に従い、延元元年/建武3年（1336年）頃に下野上三川城、箕輪城(国分寺町)を拠点に戦い、延元2年/建武4年（1337年7月)には小山荘内の乙妻(乙女)、真々田(間々田)で北朝方の小山氏を助力するために派遣された軍監の桃井貞直として史料にあらわれる。
また高師冬らと共に常陸関城で北畠顕家ら南朝勢と合戦している。12月には南朝軍が鎌倉杉本の合戦で関東執事の斯波家長を壊滅させた際、貞直は北朝方の武将らと鎌倉から逃れている。

### 北朝方として
延元3年/暦応元年（1338年）正月23日の青野原の戦いにも加わり、南都(奈良)で高師直軍配下として土岐頼遠と共に顕家軍を破り、河内に敗走させた。さらに同年2月28日の奈良般若坂の戦いでは弟の直信と共に顕家軍を迎撃し、京への進入を阻止した。この際、桃井兄弟が奮戦した地を京の人々は「桃井塚」と呼んだという（『太平記』）。同年に若狭守護となり、若狭国へ旅立つ前に延元4年/暦応2年（1339年）領地のあった武蔵国榛沢郡（深谷市）に赤城山多門院福應寺（別名福王寺）を朝恵僧都に開山をした。
興国元年/暦応3年（1340年）頃に伊賀守護、ついで興国5年/康永3年（1344年）に越中守護に補任された。越中に庄ノ城、千代ヶ様城、布市城、津毛城を築き、越中支配の拠点とした。
興国2年/暦応4年（1341年）3月24日、出雲国・隠岐国守護の塩冶高貞が京都を出奔すると、足利直義によって山名時氏と共に追討軍の主将に選ばれ、数日のうちに高貞を自害に追い込み、討伐を成功させた（『師守記』暦応4年3月25日条および同月29日条）。

### 観応の擾乱、直義派の急先鋒に
正平5年/観応元年（1350年）に関東では南朝勢力が討滅されたころから室町幕府内で尊氏の執事高師直と尊氏の弟直義との間に対立がおこり、10月には武力衝突に発展していった（観応の擾乱）。兄弟である桃井直信は高師直により所領が宛がわれたことが史料にみえ、直義方から尊氏方武将への引き込みの勧誘工作が行われたとみられる。
直常は直義派の有力武将として北陸から入京して翌正平6年/観応2年（1351年）の打出浜の戦いで尊氏・高師直らを追い、引付頭人に補任された。しかし尊氏と直義の抗争が再発すると、再び密かに上野国に戻り、勢多郡に苗ヶ島城を築き、（赤城山）麓を拠点に尊氏方と戦った。出身地桃井庄一帯は一族で尊氏方の桃井義盛の領地となっていた為に拠点にできず、近隣の寺社勢力、榛名神社の社家も尊氏方に味方していた為、急峻な崖にある赤城山麓に拠ったと考えられる。
正平6年/観応2年（1351年）正月15日には直義に属して越中の兵を率いて京都に入り、足利義詮と戦う。また上野国に戻り直義方の長尾大膳とともに上野国那波庄（伊勢崎市名和）近辺、利根川辺りで尊氏方の宇都宮氏綱・芳賀禅可・益子貞正・山上氏、佐野氏らと戦うも敗れ、信濃国に撤兵した。11月に駿河国薩埵山で、12月には相模国早河尻で尊氏軍との決戦に臨むも、直義は敗れる。降伏した直義が翌年2月に鎌倉で没すると、直常は守護国の越中に潜伏して再起を図った。

### 反幕と洛中占拠
正平10年/文和4年（1355年）、山名時氏らとともに直義の養子で尊氏の庶子の足利直冬を擁立し、反幕府武将や南朝勢力である越後国の南朝方をまとめていた新田義宗らと結び、足利義詮の守る京へ侵攻する。
12月に真冬の越前を越えて山城国に入り如意嶽に陣して山崎に戦い、東寺など洛中で激しい攻防戦を展開した。義詮が近江に逃れると一時的に洛中を占拠したが、再び勢力を盛り返した義詮に京都を追われた。
正平17年/貞治元年（1361年）6月には信濃より越中に至りよしみの兵を集めて加賀の富樫介を攻める。以後も信濃・越中で合戦を続けたが、勢力の衰退は避けられず、鎌倉へ下向して鎌倉公方足利基氏の保護を受けた。

### 南朝帰順
正平22年/貞治6年（1367年）、基氏が没すると直常は出家、上洛して足利義詮に帰順した。そして斯波高経・義将父子の失脚（貞治の変）に伴い、弟の直信が越中守護に補された。しかし翌正平23年/応安元年（1368年）、斯波義将の幕政復帰と共に直信は越中守護を解かれ、直常は再び越中で反幕府の軍事行動を開始する。この期間にも南朝に帰順している。
正平24年/応安2年（1369年）4月12日には能登に入り、能登守護吉見氏頼の族将、頼顕、伊予入道らと戦った。しかし、応安3年（1370年）の婦負郡長沢の戦い（現在の富山県富山市長沢）で幕府方の越中国守護斯波義将・加賀国守護富樫昌家らに大敗を喫し、この一戦で桃井直和は戦死し、直常は越中における拠点を失った。
建徳2年/応安4年（1371年）7月に直常は姉小路家綱の支援を受けて飛騨から越中礪波郡へ進出したが、五位荘(富山県高岡市)の戦いで敗北し、同年8月に同じく南朝方の飛騨国司姉小路尹綱を頼りに飛騨国へ撤兵、以後消息不明となった。

## 最期の地
最期の地に関しては、いくつかの伝承が伝わる。
元播磨隠棲説=（上野国群馬郡桃井郷周辺）
吉岡町史、榛東村史に同様の内容が紹介されている。
群馬県吉岡町には元播磨という地名があり、直常がいたという。地元に伝わる話として、正平21年（1366年）9月、越中国で斯波義将らとの戦いで大敗してしまい、再起叶わず故郷上野国に立ち帰り、旧領桃井荘近辺に隠棲したともいわれている。
現地付近には三国街道沿い側に桃井塚（伝桃井直常墓）と呼ばれる古い五輪塔2基がのこり、一つは直常、もう一つは直常奥方の墓といわれる。五輪塔にみだりに触れたりすると何かしらの祟りや災いがあるとのことで、地元住民に恐れ崇められ、現在も丁重に祀られている。
直常の墓として信憑性が高いと考えられているものの、現在は周辺が住宅地や耕作地になり、遺跡は現存していない。
松倉城病死説=（越中国新川郡松倉郷鹿熊）
魚津市史に紹介されている。
地元に伝わる話として正平21年9月、越中国で斯波義将との戦いで大敗し、松倉城（富山県魚津市）に逃れて病死した。その後、斯波義将によって城は落城したという。こちらでは直常の墓は残っていない。(魚津古今記)
また大永年間に上野国金山城の横瀬泰繁（法名宗虎）の客将となっていた、河内国から来た楠掃部（入道成観）という武士が横瀬氏家臣らから祖先の功績や話を聞いて著したといわれる『新田家臣祖裔記』という書物には足利直義死後に南朝方に与した桃井氏についての記述があり、桃井直常は越中国松倉城で病死していたという旨を記載している。
岩瀬城自害説=（越中国婦負郡西岩瀬）
富山県立図書館蔵の『西岩瀬郷土史』、『四方郷土史話』（布目久三著）に、富山藩士野崎伝助が越中国の伝承を撰述した『喚起泉達録』の記録として紹介されている。
現在、岩瀬城のあった場所には江戸時代初期に再建された海禅寺という寺が建つ（富山市西岩瀬定籍）。慶長末期までに一度寺はなくなっていたと伝わる。周辺には耕作地と墓地になっており遺跡はない。
この岩瀬城に越中守護斯波義将との戦いに敗れた直常が逃れ、ここも攻めたてられて力及ばず、嫡子権太郎直政、四男康儀、桃井縫殿助庸治、鬼一十郎泰弘、岩瀬城主小出景郡、畠山重弘らと枕を並べ自害し火をかけた。
この際、直久は城から脱出し、直常の首を持ち去り、放生津（富山県射水市）に逃げて、向かいの山に葬った。のちここに「柳井院」(りゅうせんいん)と呼ばれた寺が実在したとあるが、関連する史跡が残っておらず信憑性は低い。
海禅寺には直常形見と言われた「桃家之百夜露」という太刀と「桃花の鎧」という鎧が寺宝としてあった。直常の子孫が岩瀬近隣におり、弘治年間に越中国に能登国より畠山義則が乱入し、日蓮宗に改宗を強いたため、これに反発した寺院、土豪、村までが弾圧された。これを恐れて直常の子孫は武蔵国蕨まで逃れたという。この際、寺宝『桃花の鎧』が持ち出された。埼玉県戸田市上戸田にある瑞光山海禅寺（明治時代の住職：越谷泰俊）はその別れた寺と伝える。
長沢の戦い討死説=（越中国婦負郡長沢）
大山町史に紹介されている。
越中守護斯波義将との戦いにおいて敗れ、子の直和が討ち死したと伝わるが、実際は直常が討ち死した。根拠はないものの、その後史料に登場しないことなどから、死んだと考えられている。またこの際、飛騨に退いたのは直和とも。

## 子女
- 息子
  - 桃井直和
  - 桃井直久：次男と伝わる。通称は大炊助。『喚起泉達録』のみに記載されている人物。実在は不詳。
  - 桃井直政：直久の弟と伝わる。『喚起泉達録』のみに記載されている人物。実在は不詳。
  - 桃井直知
  - 橋本直安：橋本氏と称し、幕末の橋本左内は直安の苗裔と称した。
  - 桃井康儀：四男と伝わる。通称は七郎、または康儀（やすのり）。『喚起泉達録』に記載されている人物。実在は不詳だが、西岩瀬郷土史には駒市の山本氏や山北の住人田島勘解由左衛門の先祖と記される。
  - 桃井直弘：直常の末弟ではあるが、養子として処遇されたと伝わる。
  - 桃井直藤：六男と伝わる。母は黒瀬時重女、通称は小次郎、主税介。子に直元。『喚起泉達録』のみに記載されている人物。実在は不詳。
  - 正雲禅師：高岡国泰寺住持。

## 関連史跡
奈良県
- 桃井塚（般若坂）

直常に関連する寺院は直常は毘沙門天・不動明王・薬師如来を崇敬したと伝え、主に真義真言宗、天台宗宗派寺院が多い。
群馬県
- 金剛寺（天台宗 群馬県吉岡町南下）
桃井直常と家臣主従を供養したと伝わる五輪塔と宝筐印塔が複数残されている。由来は不詳。(吉岡町教育委員会指定史跡)
- 新光太平山善昌寺（真言宗 群馬県桐生市新里新川）
元は大同寺という名で、新田義貞が藤島の戦いで死んだのち、その執事であった船田義昌が供養のために剃髪して寺に住んだ。のちに善昌寺と呼ばれる。
足利方との壮絶な戦いで最期を遂げて、南朝に尽力した新田一族と家臣を供養した際にともに記された戒名が残る。史料に現れない一族の名前が散見される中に　桃井播磨守直常 ― 青山慈仙 (戒名)　と記されている。
- 桃井塚（伝桃井尚常）（群馬県桐生市新里新川）
新田義貞の従者であった桃井尚常は、足利方との戦いで亡くなった新田義貞の首を携え持ち帰り、善昌寺の住職に義貞の首を託して後、善昌寺の近くの石の上で自害した。その石は桃井の腹切り石と呼ばれる。江戸時代にはお宮があったとされる。現在は近くにあった江戸時代の墓石が並べて置いてある。

富山県
- 太平山興国寺（曹洞宗国泰寺派 富山市布市）
興国6年建立、越中守護であった直常を開基と伝える。
開基塔に「興國寺殿仁澤宗儀大禅定門 天授二年丙辰六月二日」と刻む（位牌には直和の法名興禅院殿正端直光禅定門、直常妻の法名法霊院殿桂月妙法禅定尼も残る）。
- 富山市牧野の五輪塔墓所（富山市指定文化財）
田んぼの中にある。直常の一族らの墓が5、6基のこる。墓の手前には桃井の鐘突田(かねつきだ)と呼ばれ、中世には鐘突櫓があったと伝わる。
- 医王山東薬寺（もと真言宗 牧野寺とも、富山市牧野）
直常が帰依していた。
戦禍にあい寺の名前が変わった。
放生津（射水市）近隣の地名牧野に由来する。
牧野の五輪塔墓所が寺の眼下目前にある。
- 五穀山龍高寺（もと真言宗 龍興寺とも　富山市月岡町）
直常が帰依、祈願寺にしている。
一石五輪塔板碑。
また旧寺地には墓地があり、歴代住職にまじり直常の墓と称する五輪塔があるとされていたが、旧寺地が整備されたあと行方不明のままである。
- 月岡山円城院（真言宗 富山市月岡町）
直常が伽藍を建立したと伝わる。
以前は龍高寺の塔頭であった。

神奈川県　
- 横浜市港北区高田町の塚跡

## 末裔
有名なものに江戸時代になってから作られた伝承によれば、直常の孫（直和の子）に当たる桃井直詮は幸若舞の創始者とも伝えられる。法華宗本門流の開祖日隆は直常の後裔と伝えられる。
富山県富山市布市の桃井氏や能登守護畠山氏被官で輪島市に拠点を置いた温井氏は直常(正しくは直信)の末裔を自称したという。埼玉県戸田市上戸田の金子氏、篠氏も直常の末裔と称した。また、富山大学教授で倫理学が専門の杉本新平も桃井直常の末裔とされる。

## 画像集

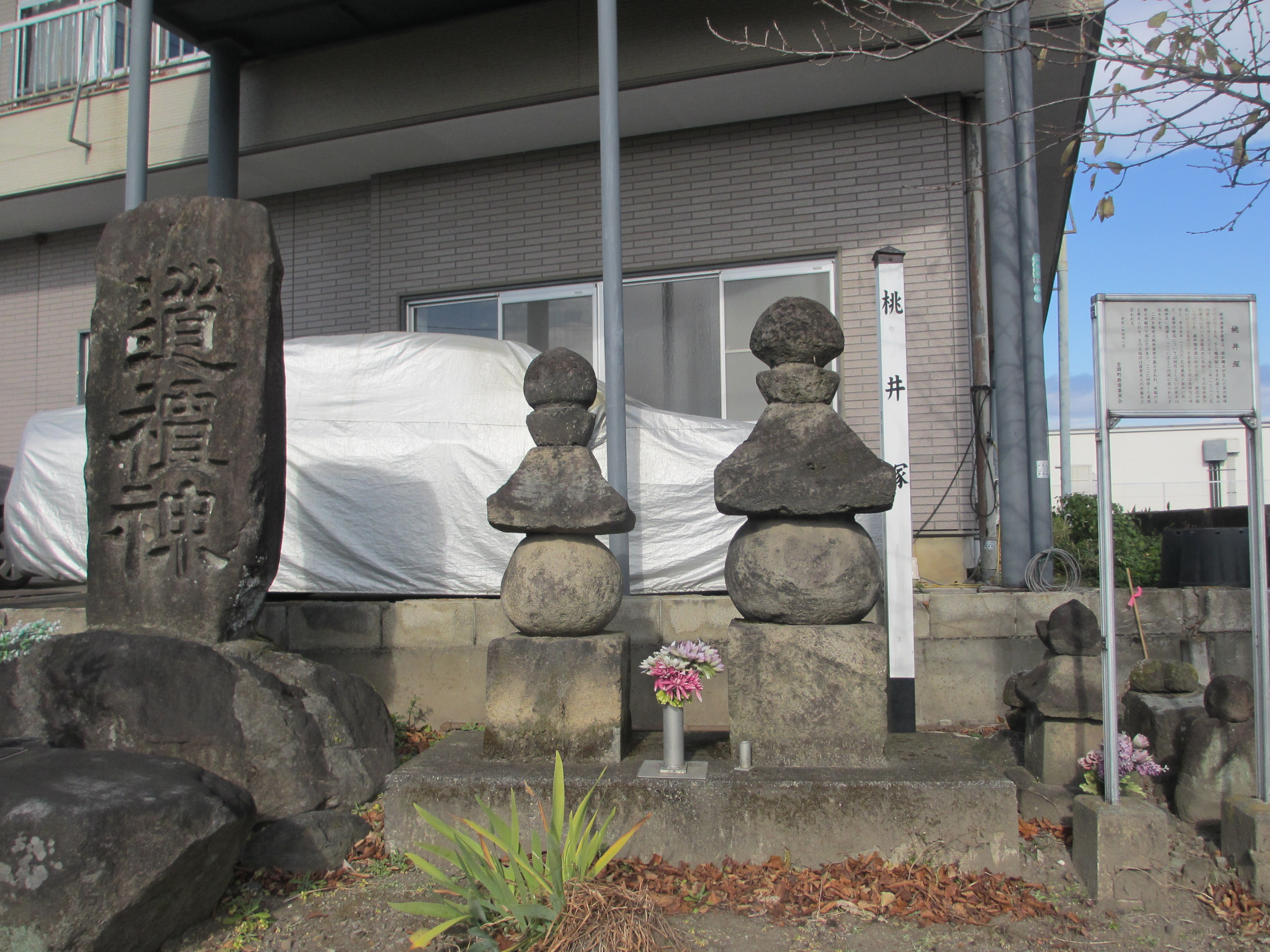
桃井塚（桃井直常公の墓向かって左の五輪塔は夫人の供養塔）
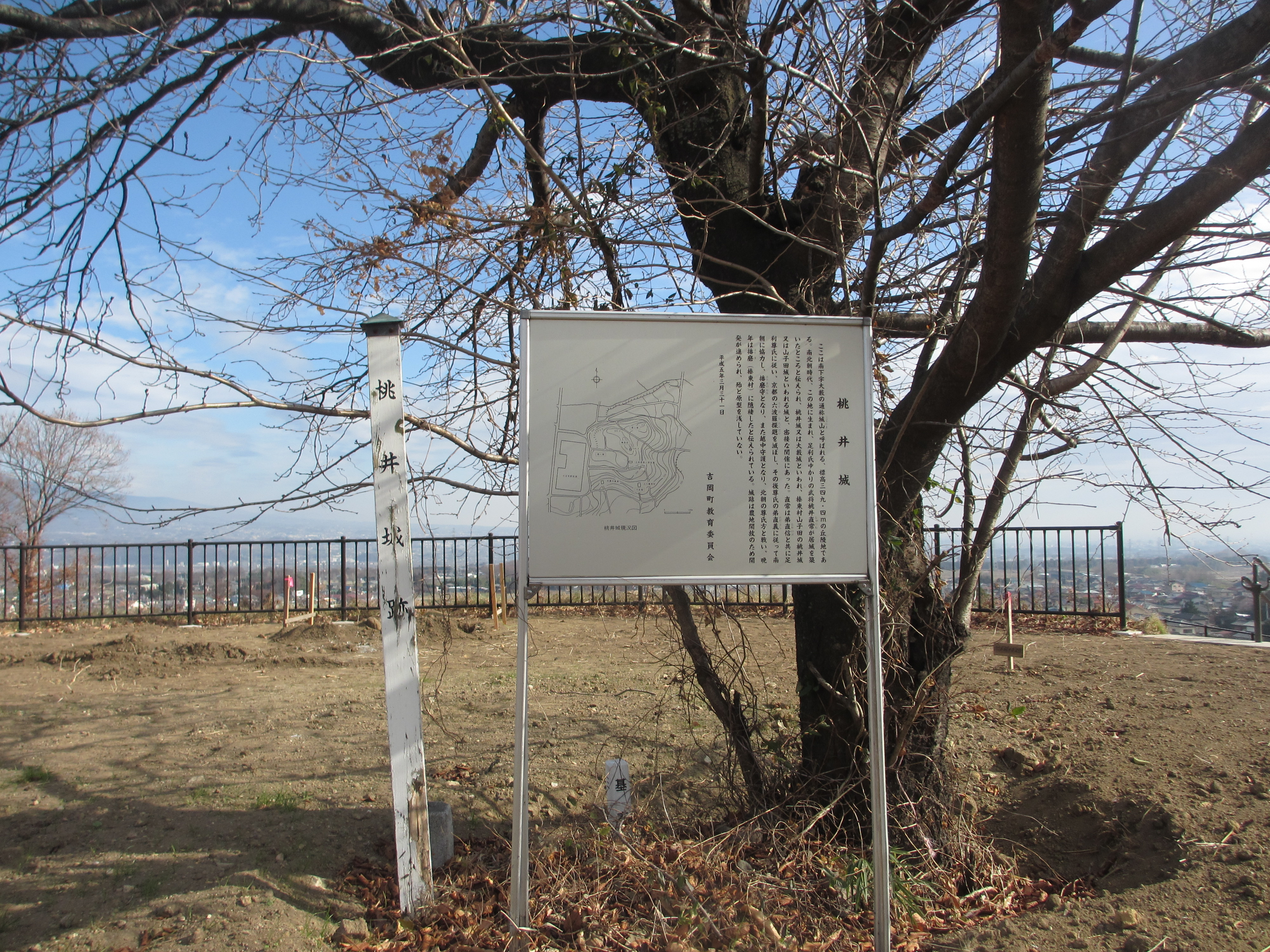
桃井城跡（北群馬郡吉岡町南下、桃井塚のある田中の交差点から登る）
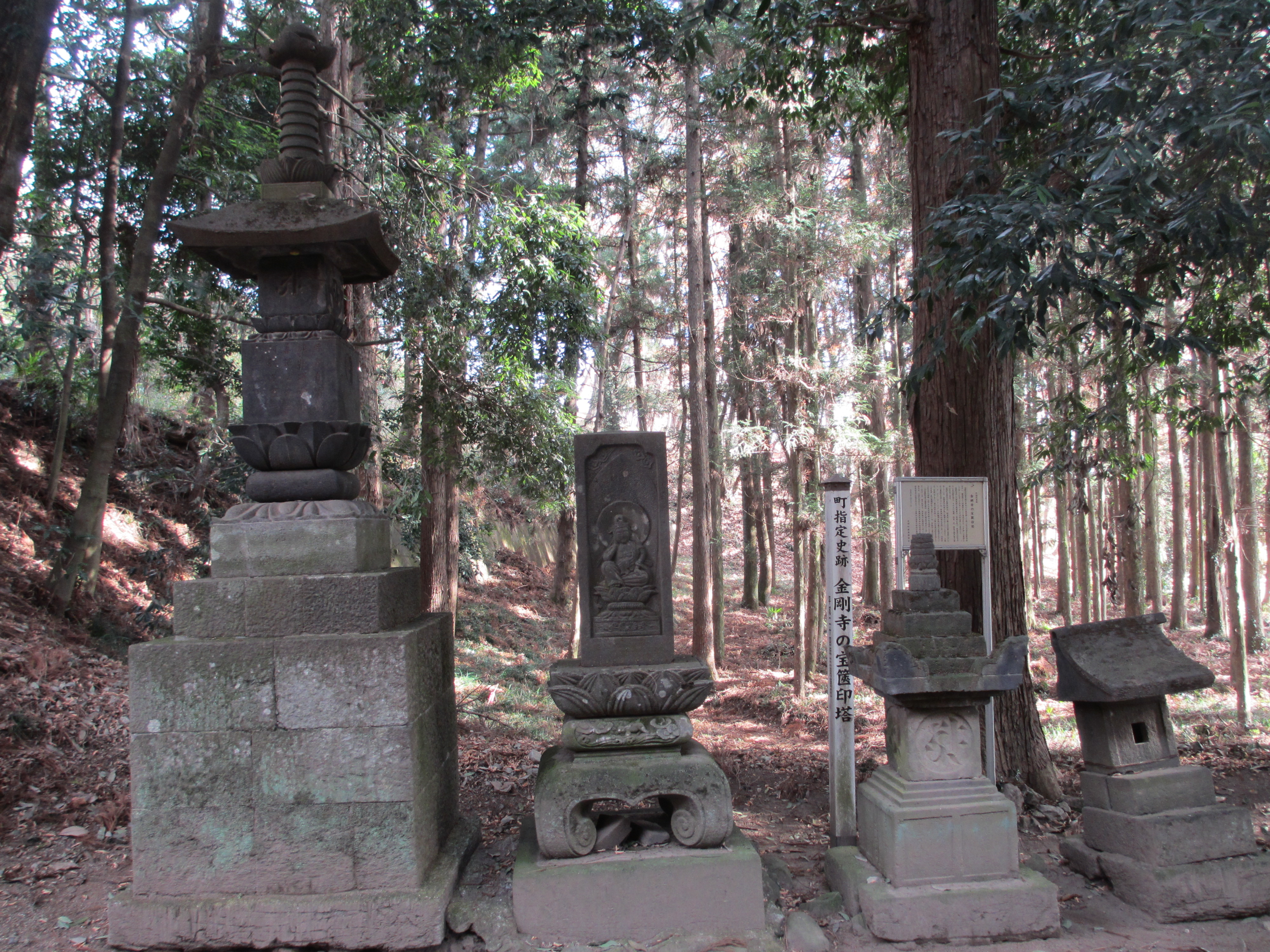
金剛寺跡の宝篋印塔（直常公の墓ないし供養塔と伝承あるが説明板に明記なし）
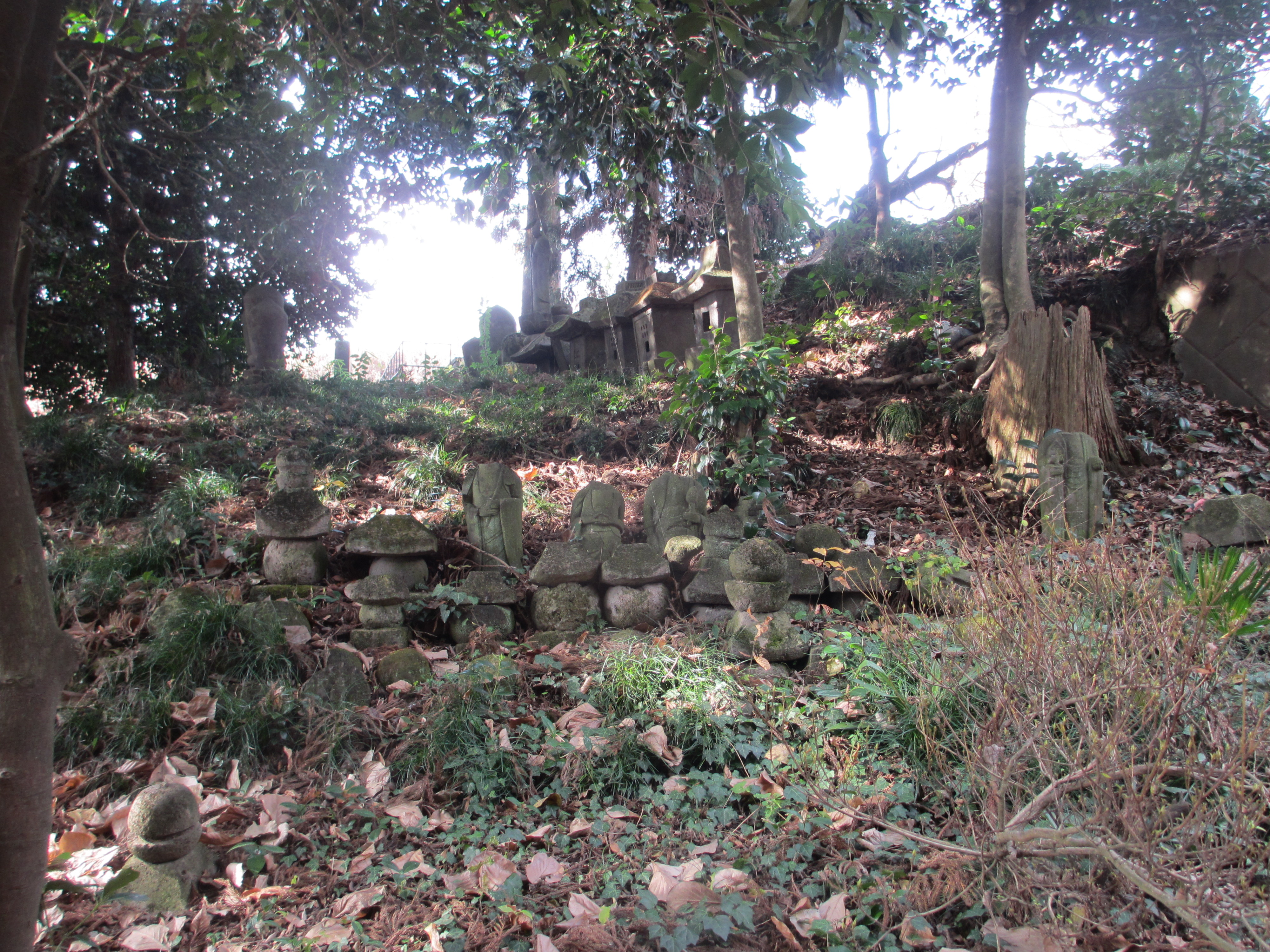
金剛寺不動堂脇の五輪塔群（直常公に従って討死した一族郎党の供養塔と伝承あり）
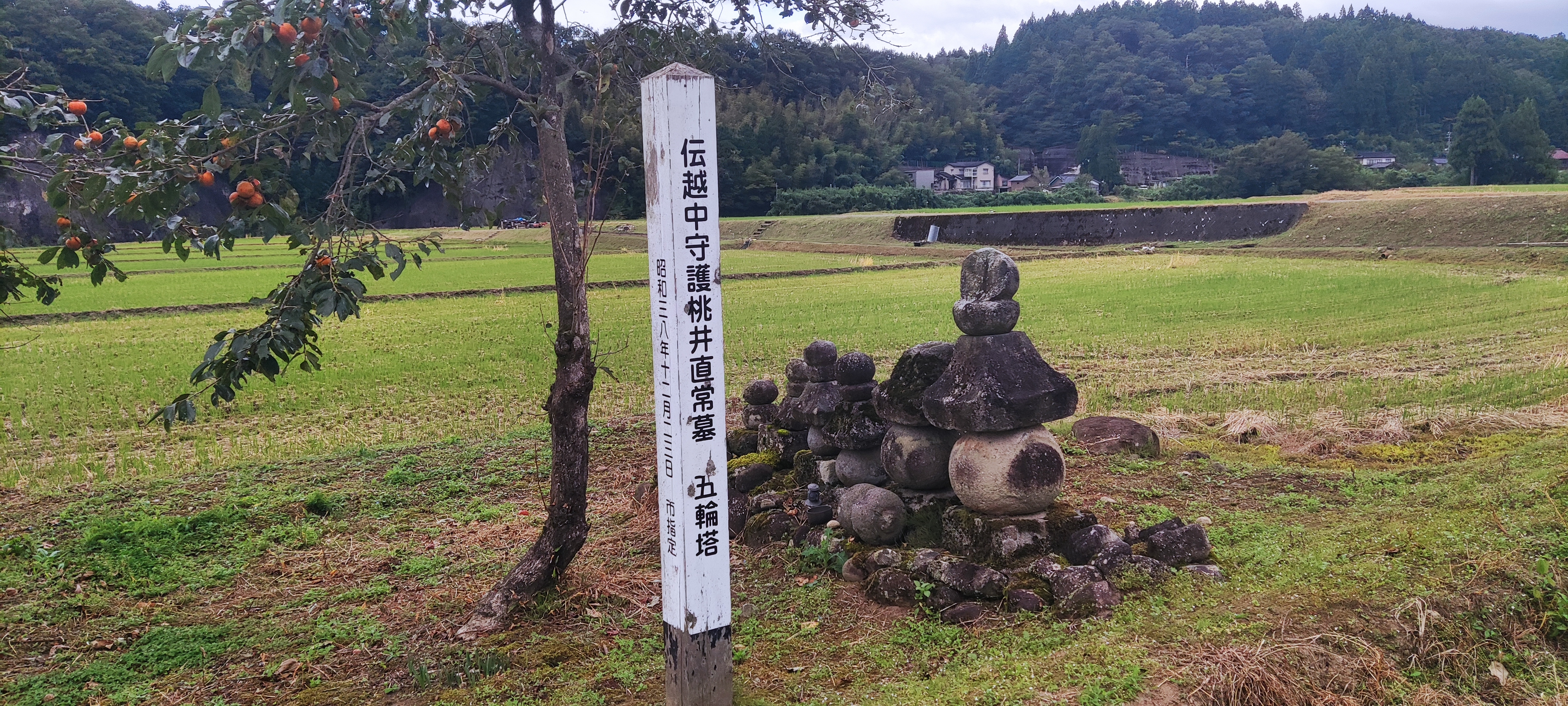
伝越中守護桃井直常墓五輪塔（富山市）（富山県富山市牧野83‐2）
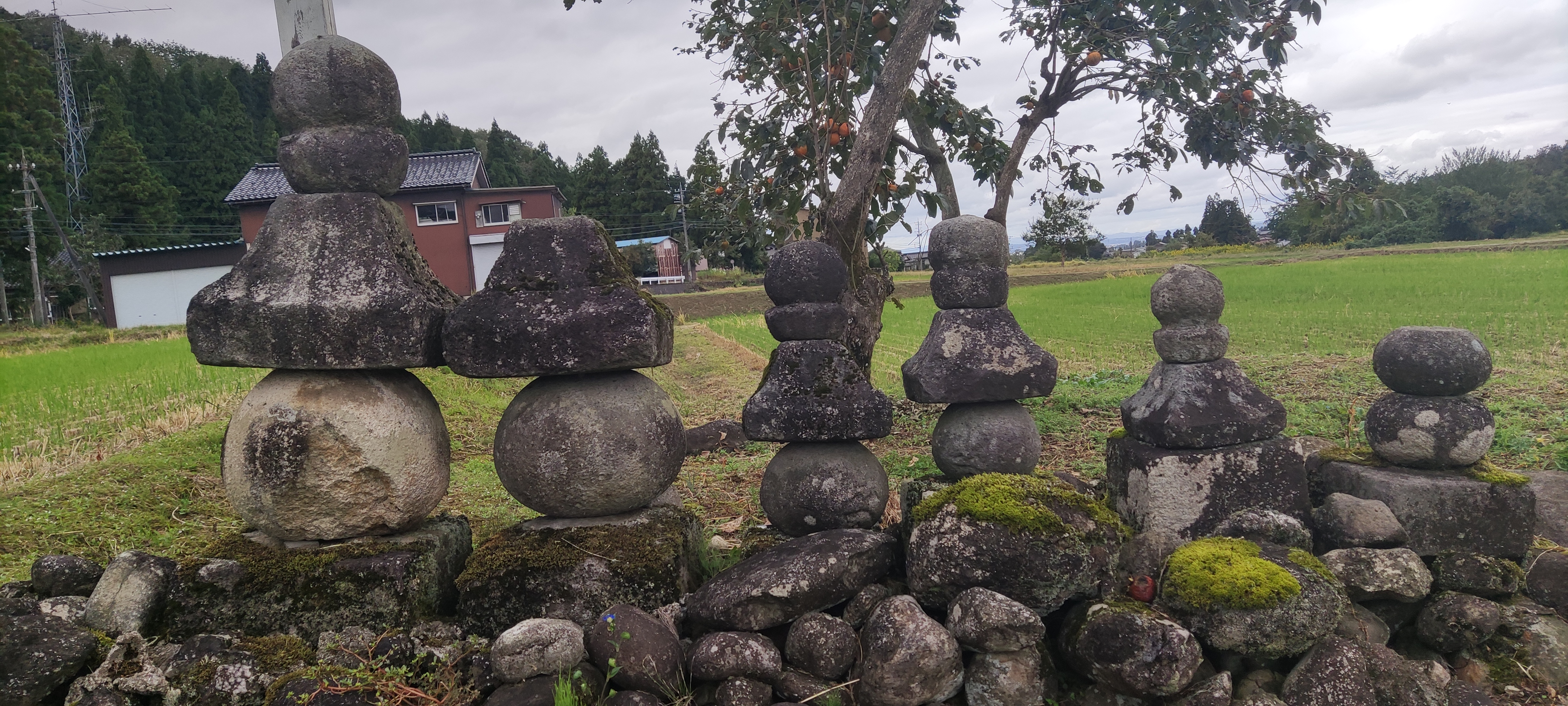
桃井直常五輪塔（富山市）拡張版（東薬寺前の田園中）
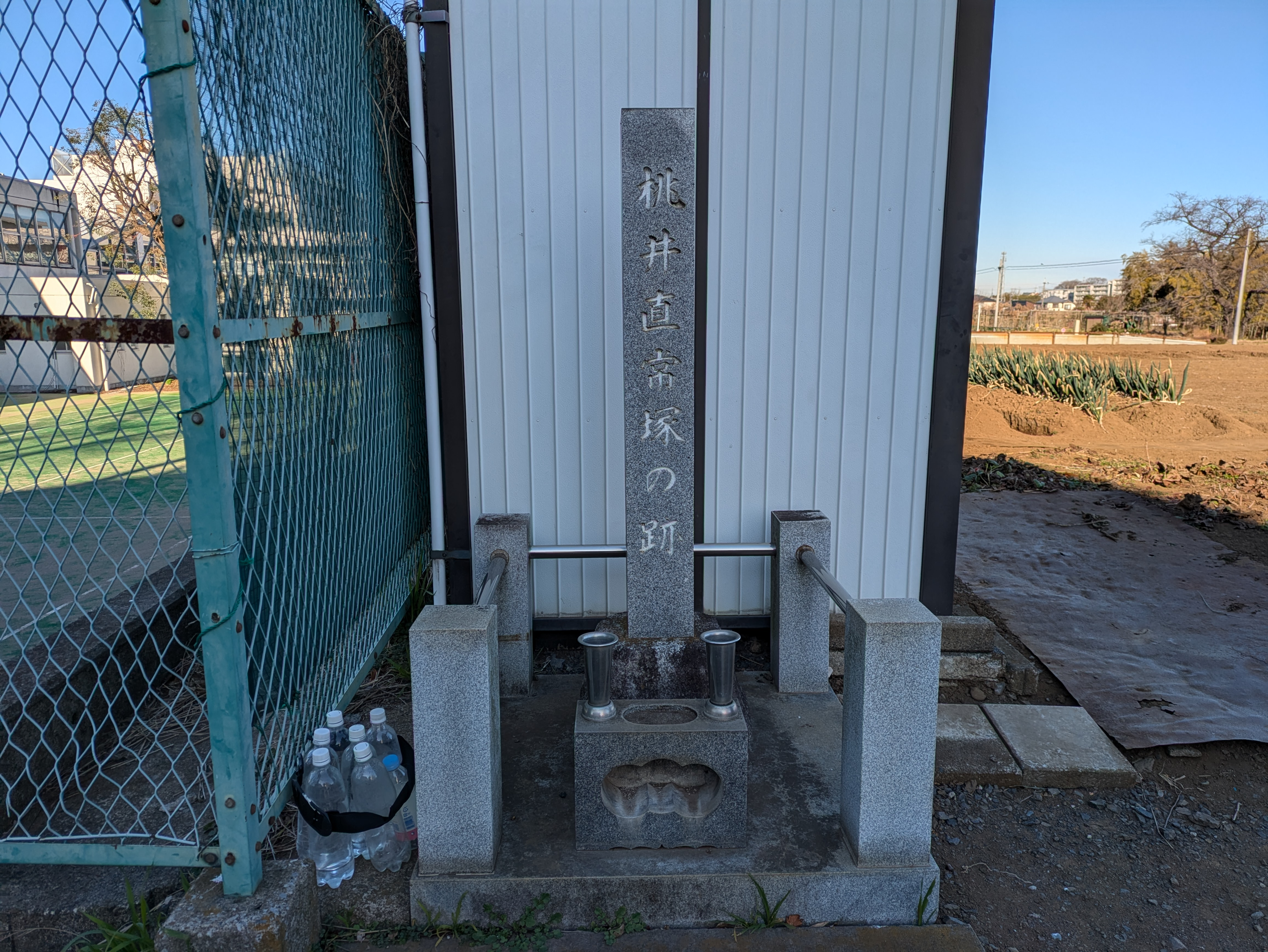
桃井直常塚の跡（横浜市）（神奈川県横浜市港北区高田町）
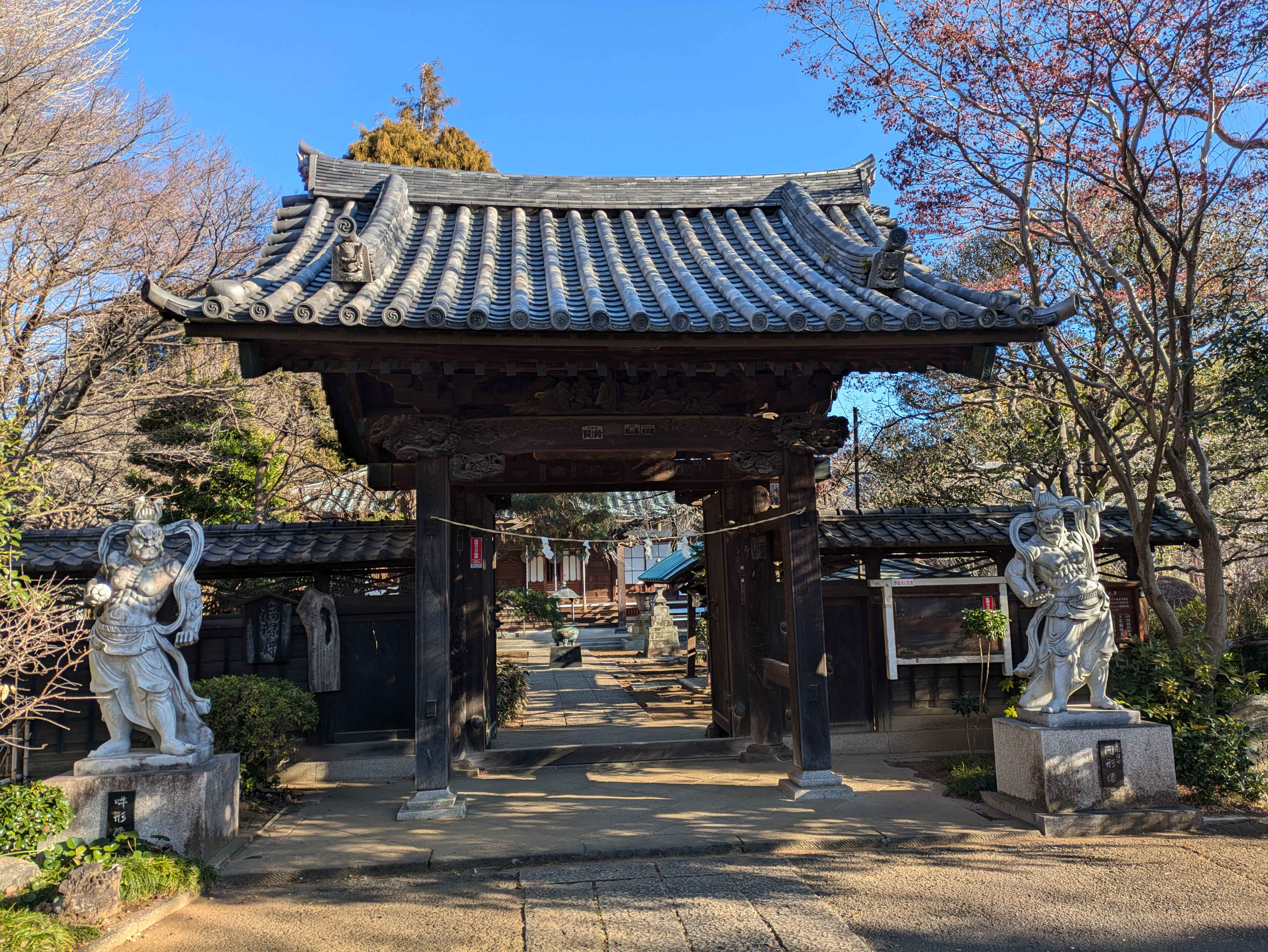
興禅寺山門（横浜市）（神奈川県横浜市港北区高田町1799元応2年桃井直常再興）
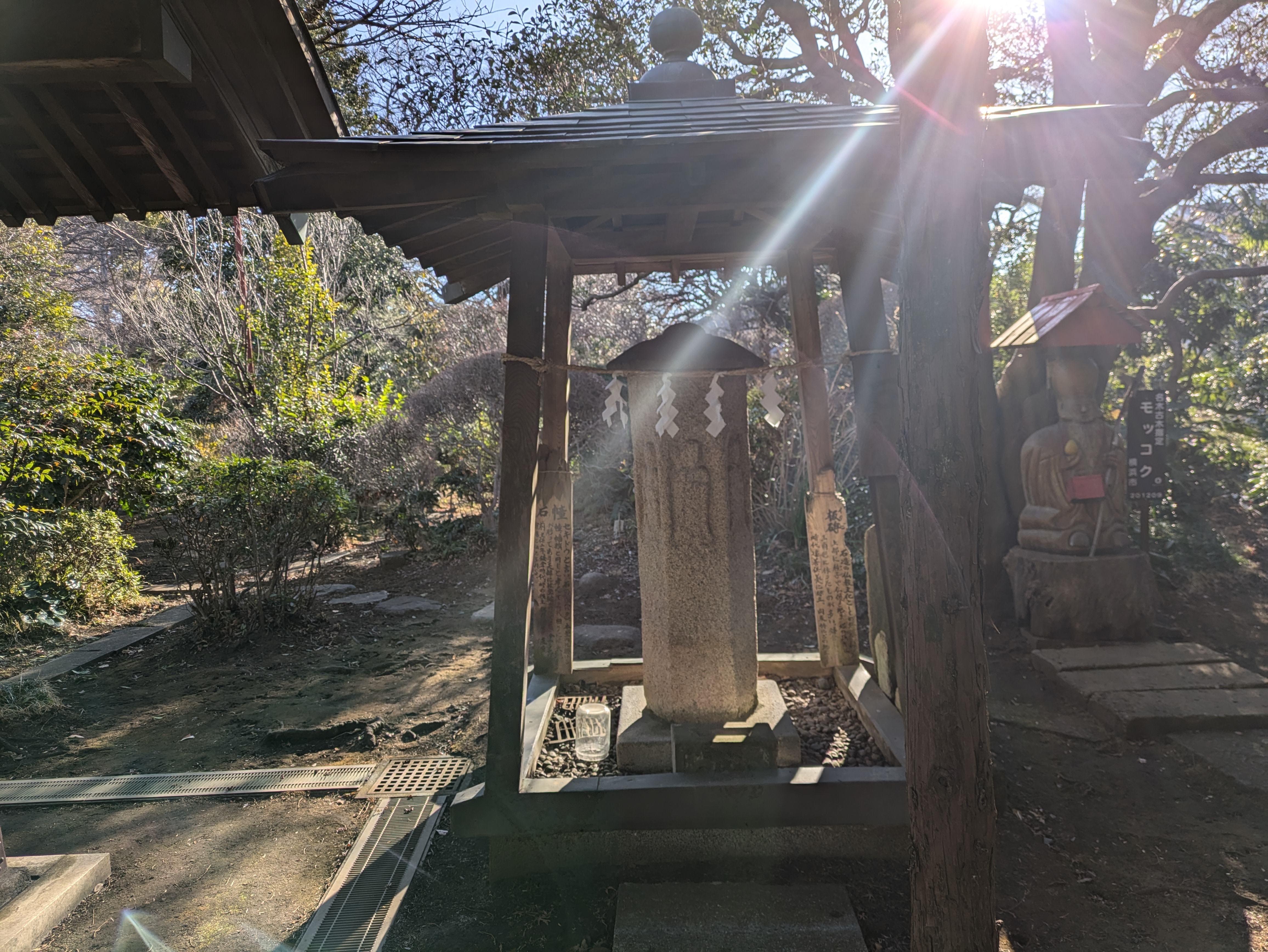
石幢（せきどう）興禅寺境内（横浜市）（文保2年桃井直常寄進）

## 関連作品
テレビドラマ
- 『太平記』（1991年 NHK大河ドラマ） 演：高橋悦史